# 간암
간암(肝癌, 영어: liver cancer)은 간에 생기는 암이다.
간암은 원발성(간에서 시작됨) 또는 이차성(다른 곳에서 간으로 전이된 암을 의미하며 간 전이로 알려짐)이 될 수 있다. 간 전이는 간에서 시작되는 것보다 더 흔하다. 간암은 전 세계적으로 증가하고 있다.
원발성 간암은 전 세계에서 6번째로 많이 발생하는 암이자 암으로 인한 사망 원인 4위이다. 2018년에는 전 세계적으로 84만1000명이 간암에 걸려 78만2000명이 사망했다. 아시아, 사하라 이남 아프리카 등 B형 및 C형 간염이 흔한 지역에서 간암 발생률이 높다. 남성이 여성보다 간세포암종(HCC)에 더 자주 걸린다. 진단은 55~65세 사이에서 가장 자주 발생한다.
치료는 간이식, 간절제술, 경동맥 화학 색전술, 고주파 열치료법, 알코올 주입술 등이 있다. 세계적으로 간암 발생률이 높은 지역은 아프리카, 대만, 중국, 한국, 동남아시아, 일본 등이 있다. 간암이 낮은 지역은 아메리카지역과 영국, 오스트레일리아, 사우디아라비아, 오만, 아랍에미리트 등 중동 지역 등이 있다.
간암의 주요 원인은 B형 간염, C형 간염 또는 알코올로 인한 간경변이다. 다른 원인으로는 아플라톡신, 비알코올성 지방간 질환, 간 흡충 등이 있다. 가장 흔한 유형은 간세포암으로, 간세포암의 80%를 차지하며 간내 담관암도 있다. 진단은 혈액 검사와 영상의학적으로 뒷받침될 수 있으며 조직 생검으로 확인할 수 있다.
간암의 원인은 매우 다양하기 때문에 간암 예방을 위한 다양한 접근법이 있다. 이러한 노력에는 B형 간염 예방접종, B형 간염 치료, C형 간염 치료, 알코올 사용 줄이기, 농업에서 아플라톡신 노출 줄이기, 비만 및 당뇨병 관리 등이 포함된다. 만성 간 질환이 있는 사람은 선별 검사를 받는 것이 좋다. 예를 들어, 간세포암종에 걸릴 위험이 있는 만성 간 질환자는 6개월마다 초음파 검사를 받는 것이 좋다.
간암은 여러 유형의 암을 포괄하는 용어이므로 징후와 증상은 어떤 유형의 암이 있는지에 따라 다르다. 증상은 모호하고 광범위할 수 있다. 담관암은 발한, 황달, 복통, 체중 감소 및 간 비대와 관련이 있다. 간세포암종은 복부 종괴, 복통, 구토, 빈혈, 요통, 황달, 가려움증, 체중 감소 및 발열과 관련이 있다.
치료에는 수술, 표적 치료 및 방사선 요법이 포함될 수 있다. 경우에 따라 절제 요법, 색전 요법 또는 간 이식이 사용될 수 있다.

## 분류
간암은 간 실질뿐만 아니라 담관, 혈관 및 면역 세포와 같은 간 내의 다른 구조물에서 발생할 수 있다. 간암에는 여러 가지 하위 유형이 있으며, 가장 흔한 유형인 이 아래에 설명되어 있다.

### 간세포암종

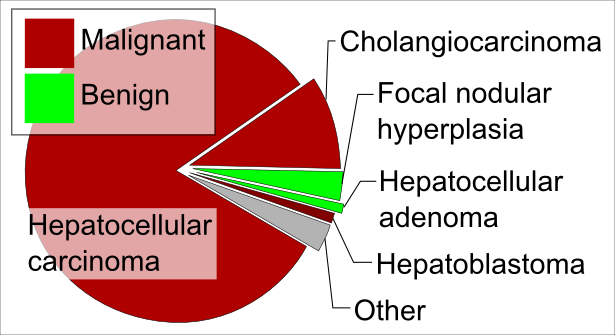
미국 성인의 상대적 발생률에 따른 간 종양 유형.

모든 원발성 간암의 약 75%를 차지하는 가장 흔한 간암은 간세포암(HCC)이다. 간세포암은 간의 실질인 간세포가 악성으로 변해 발생하는 암이다. 전 세계적으로 간세포암은 암 사망의 세 번째로 흔한 원인으로 꼽힌다.
간세포암 진단과 관련하여 위험 요인(만성 간 질환, 간경변 등)이 있는 사람은 선별 초음파 검사를 받는 것이 좋다. 초음파 검사에서 1센티미터보다 큰 초점 영역이 발견되면 환자는 조영증강 CT 또는 MRI 촬영을 받아야 한다. 그런 다음 간 영상 보고 및 데이터 시스템(LI-RADS)을 사용하여 간세포암을 방사선학적으로 진단할 수 있다. 간세포암과 담관암으로 구성된 변이형 간세포암도 있다.

### 간내 담관암
담관암(담도암 및 담관세포 낭성암)은 원발성 간암의 약 6%를 차지한다. 간내 담관암(CCA)은 간내 담도 가지의 상피암이다. 간내 담관암은 원발성 간암의 두 번째 주요 원인이다. 남성에게 더 흔하며 일반적으로 60-70 세에 진단된다. 간내 CCA 발병의 위험 요인으로는 타이간흡충 감염, 간흡충 감염, 경화성 담관염, 담낭 낭종, 담도의 이전 시술, 토로트라스트 및 다이옥신 노출, 간경변이 있다. 이 암은 일반적으로 질병이 진행될 때까지 무증상이다. 증상으로는 복통, 식은땀, 체중 감소, 피로 등이 있다. 간내 CCA로 증가될 수 있는 간 표지자는 암배아항원(CEA), CA19-9, CA-125이다.

### 혈관육종 및 간 혈관종
혈관육종은 드물고 공격적인 간암이지만, 원발성 간암의 0.1~2.0%를 차지하는 세 번째로 흔한 원발성 간암이다. 간 혈관 육종은 혈관 내피층에서 발생한다. 이러한 종양은 빠르게 성장하고 쉽게 전이되기 때문에 예후가 좋지 않다. 또한 진단이 어렵지만 일반적으로 다양한 양의 음영 발생을 보이는 국소 병변을 보여주는 CT 또는 MRI 영상에서 의심된다(이러한 종양은 많은 출혈 또는 출혈과 그에 따른 조직 괴사가 존재한다). 조직 병리학적 평가를 통한 생검을 통해 최종 진단을 내릴 수 있다. 원인은 밝혀지지 않는 경우가 많지만(75%는 특발성) 염화비닐, 비소, 토로트라스트(예: 직업적 노출)와 같은 물질에 노출되는 것과 관련이 있다. 방사선도 위험 요인이다. 성인의 경우 이러한 종양은 남성에게 더 흔하지만, 소아에서는 여성에게 더 흔하다.
수술을 하더라도 예후가 좋지 않아 대부분의 환자가 진단 후 6개월을 넘기지 못한다. 2년 이상 생존하는 사람은 3%에 불과하다.

### 간모세포종
간세포에 의해 형성되는 또 다른 유형의 암은 간모세포종으로, 미성숙 간세포에 의해 특별히 형성된다. 간세포종은 주로 소아에서 발생하는 드문 악성 종양으로, 소아 전체 암의 약 1%, 15세 미만 원발성 간암의 79%를 차지한다. 대부분의 간모세포종은 우엽에서 발생한다.

### 간 전이
간에서 발견되는 많은 암은 실제 간암이 아니라 신체의 다른 부위에서 발생한 암이 간으로 전이된 경우이다. 간은 혈관 및 림프절(췌장암, 위암, 대장암, 주로 맹장의 카르시노이드 종양 등)에 가까운 대사적으로 활발하고 혈액이 풍부한 많은 기관과 가깝기 때문에 종종 발생 부위는 위장관이지만 유방암, 난소암, 폐암, 신장암, 전립선암에서도 전이될 수 있다.

### 어린이
소아 종양학 그룹(COG)은 소아 간 종양을 진단하고 관리하는 데 도움이 되는 프로토콜을 개발했다.

## 원인

### 바이러스 감염

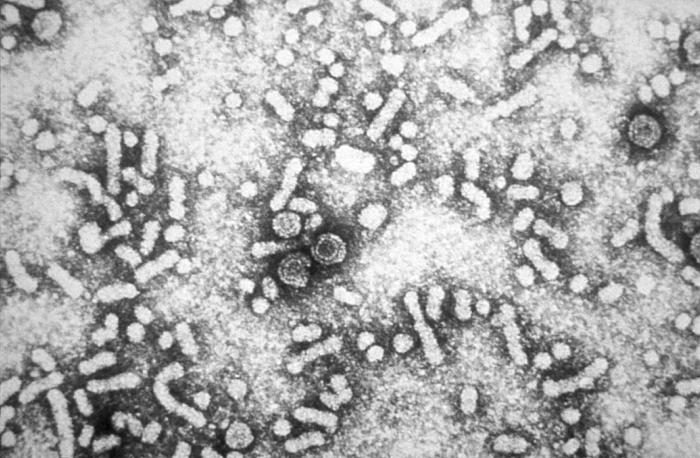
이 전자 현미경 사진은 B형 간염 바이러스 "데인 입자" 또는 비리온을 보여준다.

C형 간염 바이러스(HCV) 또는 B형 간염 바이러스(HBV)에 의한 바이러스 감염은 오늘날 전 세계 간암의 주요 원인으로, 간세포암의 80%를 차지한다. 만성 C형 간염 바이러스 또는 B형 간염 바이러스에 감염된 남성은 여성보다 간세포암에 걸릴 확률이 더 높지만, 이러한 성별 차이의 이유는 알려져 있지 않다. B형 간염 바이러스 감염은 담관암과도 관련이 있다. 간암에서 C형 간염 바이러스 또는 B형 간염 바이러스 이외의 바이러스의 역할은 훨씬 덜 명확하지만 B형 간염 바이러스와 D형 간염 바이러스의 동시 감염이 간세포 암종 위험을 증가시킬 수 있다는 일부 증거가 있다.
이러한 바이러스 감염은 간에서 대규모 염증, 섬유화를 일으키고 결국 간경변을 일으키기 때문에 B형 간염 바이러스와 C형 간염 바이러스는 간세포암으로 이어질 수 있다. 또한 C형 간염 바이러스 및 B형 간염 바이러스 감염 시 간세포에 많은 유전적 및 후성유전학적 변화가 형성되며, 이는 간 종양 생성의 주요 요인이다. 바이러스는 유전자 메틸화를 변경하고 유전자 발현에 영향을 미치며 세포 신호 전달 경로를 촉진하거나 억제하여 세포의 악성 변화를 유도한다. 이렇게 함으로써 바이러스는 세포가 세포 자멸사를 겪지 않도록 하고 바이러스 복제와 지속성을 촉진할 수 있다.
B형 간염 바이러스와 C형 간염 바이러스는 또한 DNA 손상과 게놈 불안정성을 유발하여 악성 변화를 유도한다. 여기에는 활성 산소종의 생성, DNA 복구 효소를 방해하는 단백질의 발현, C형 간염 바이러스에 의해 유도된 돌연변이 효소의 활성화가 포함된다.

### 간경화

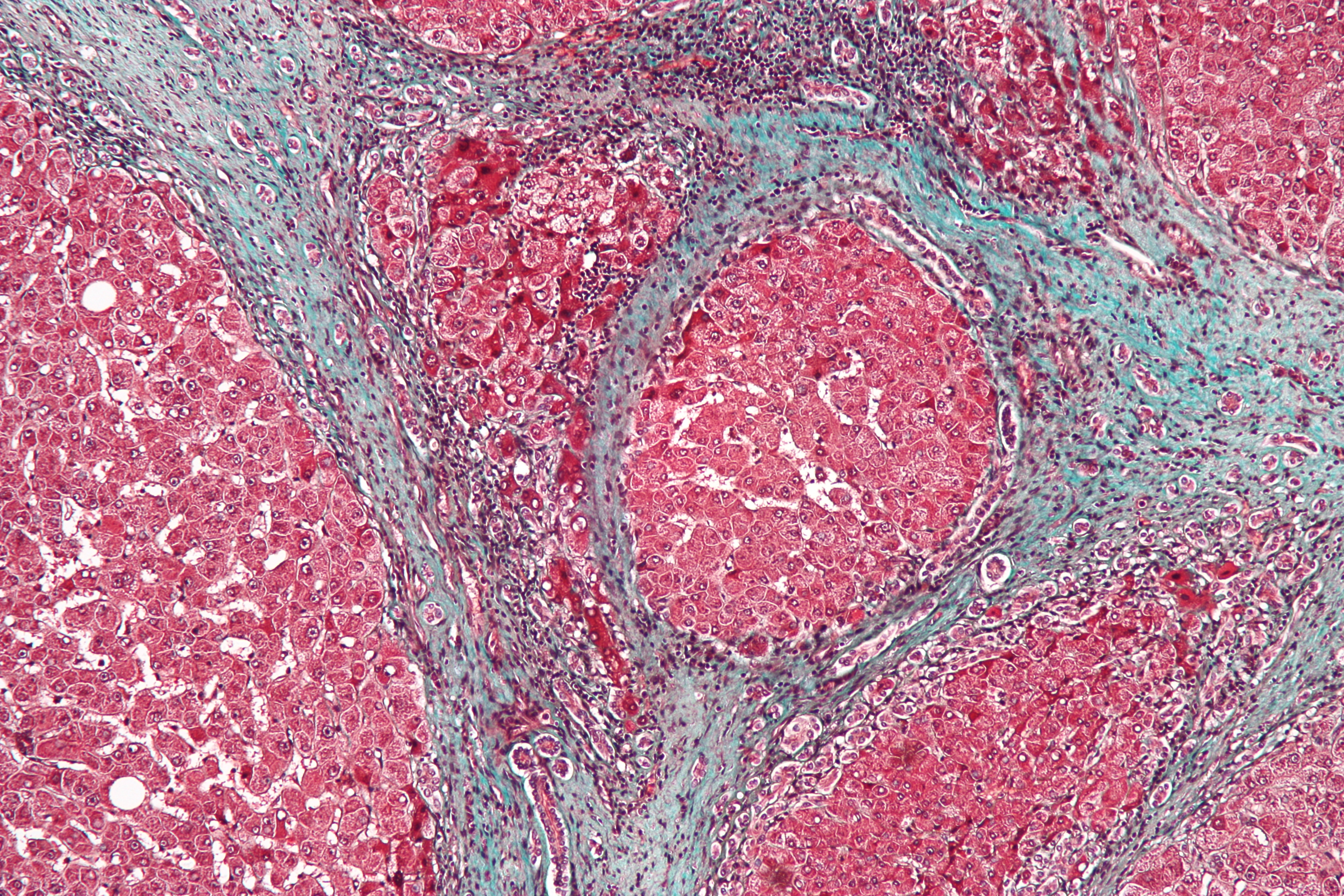
간경변이 있는 간의 고배율 현미경 사진. 삼색 염색. 서구에서 간경변의 가장 흔한 원인은 알코올 사용 장애이며, 이 경우 간경변의 원인이다.

위에서 설명한 바이러스 관련 간경변 외에도 간경변의 다른 원인으로 인해 간세포암이 발생할 수 있다. 알코올 섭취는 간세포암 발생 위험과 상관관계가 있으며, 알코올로 인한 간경변증이 있는 사람의 경우 간세포암 발생 위험이 훨씬 더 높다. 유전성 혈색소 침착증과 원발성 담즙성 간경변증을 포함하여 간경변을 유발하고 암으로 이어지는 것으로 알려진 몇 가지 질환이 있다.

### 아플라톡신
아플라톡신에 노출되면 간세포암이 발생할 수 있다. 아플라톡신은 곰팡이인 아스퍼질러스 플라부스(아스퍼질러스 플라부스 독소에서 유래)와 파라시티쿠스(A. parasiticus)가 생성하는 화학 물질 그룹이다. 곰팡이에 의한 식품 오염은 간에 매우 독성이 강한 화학 물질의 섭취로 이어진다. 독소에 오염된 일반적인 식품은 시리얼, 땅콩 및 기타 채소이다. 사람이 아플라톡신과 접촉하는 양(용량)과 기간(지속 시간)은 간세포암과 관련이 있다. 식품 오염은 아프리카, 동남아시아 및 중국에서 흔하다. 아플라톡신이 암을 유발하는 메커니즘은 돌연변이와 후성유전학적 변화를 통해 이루어진다. 아플라톡신은 다양한 돌연변이를 유발하는데, 여기에는 여러 유형의 암에서 나타나는 돌연변이인 p53 종양 억제 유전자가 포함된다. p53의 돌연변이는 아마도 다른 아플라톡신 유발 돌연변이 및 후성유전학적 변화와 함께 아플라톡신 유발 발암의 일반적인 원인일 가능성이 높다.

### 비알코올성 지방간염(NASH) 및 비알코올성 지방간(NAFL)
NASH와 NAFL은 간암, 특히 간세포암의 위험 인자로 불리기 시작했다. 최근 몇 년 동안 NASH로 인한 간세포암으로 인한 간 이식이 눈에 띄게 증가했다. 이 분야와 NASH/NAFL에 대한 더 많은 연구가 필요하다.

### 성인의 기타 위험 요인
- 고등급 이형성 결절은 간의 전암성 병변이다. 2년 이내에 이러한 결절로 인해 암이 발생할 위험은 30-40%에 달한다.[50]
- 비만과 대사 증후군은 지방 간염을 유발할 수 있기 때문에 중요한 위험 요인으로 부상했다.[36][51]
- 당뇨병은 간세포암의 위험을 높인다.[51][45]
- 흡연은 비흡연자 및 이전에 흡연한 적이 있는 사람에 비해 간세포암 발생 위험을 높인다.[51]
- 원발성 경화성 담관염 환자는 평생 담관암에 걸릴 위험이 약 5~10%에 달한다.[52]
- 간흡충 감염은 담관암의 위험을 증가시키며, 이것이 태국에서 특히 이 암의 발병률이 높은 이유이다.[53]
- 담낭 낭종, 카롤리병, 선천성 간 섬유증은 담관암 발생과 관련이 있다.[54]
- 유전적 조건: 치료되지 않은 유전성 혈색소 침착증, 알파-1-항트립신 결핍증, 글리코겐 저장 질환, 태선성 포르피린증, 윌슨병, 티로신혈증은 모두 간세포암 발병과 관련이 있다.[45][49]
- 경구 피임약: 경구 피임약을 위험 요인으로 분류하기에는 증거가 충분하지 않다. 그러나 최근 연구에 따르면 경구 피임약을 5년 이상 복용하면 간세포암과 관련이 있는 것으로 나타났다.[45]

### 어린이
소아 간암은 흔하지 않다. 소아에게 가장 흔하게 나타나는 간암의 하위 유형은 간모세포종, 간세포암, 간 배아 육종, 간 영아 융모막암, 담도 횡문근육종이다. 소아 간암의 위험 증가는 벡위트-비데만 증후군(간모세포종 관련), 가족성 선종성 용종증(간모세포종 관련), 저체중(간모세포종 관련), 진행성 가족성 간내 담즙 정체(간세포암 관련) 및 삼염색체 18번(간모세포종 관련)에 의해 발생할 수 있다.

## 진단
간암 진단을 돕기 위해 많은 의료 영상이 사용된다. 간세포암의 경우 의료용 초음파, 컴퓨터 단층 촬영(CT) 및 자기 공명 영상(MRI)이 포함된다. 초음파로 간을 촬영할 때 큰 병변은 간세포암일 가능성이 높으며(예: 2cm 이상의 덩어리는 간세포암일 확률이 95% 이상), 간으로 가는 혈류를 고려할 때 조영제가 정맥을 통과할 때(정맥기라고도 함)보다 간 동맥을 통과할 때(동맥기라고도 함) 간세포암이 가장 잘 보일 수 있다. 간혹 의사는 간세포암이 걱정되고 영상 검사(CT 또는 MRI)에서 명확한 결과가 나오지 않는 경우 간 생검을 실시한다. 담관암의 대부분은 간의 상복부 부위에서 발생하며 담관 폐쇄로 나타나는 경우가 많다. 폐쇄의 원인이 악성으로 의심되는 경우 내시경 역행성 담췌관 조영술(ERCP), 초음파, CT, MRI 및 자기공명 담췌관 조영술(MRCP)이 사용된다.
간암 환자의 혈액에서 발견되는 화학 물질인 종양 마커는 간암을 진단하고 경과를 모니터링하는 데 도움이 될 수 있다. 간세포암과 간내 담관암의 경우 혈중 알파 태아단백(AFP) 수치가 높은 경우가 많다. 참고로 AFP는 초기 진단보다는 치료 후 간암이 재발하는지 모니터링하는 데 가장 유용하다. 담관암은 일반적으로 사용되는 종양 표지자인 탄수화물 항원 19-9(CA 19-9), 암 배아 항원(CEA), 암 항원 125(CA125)로 검출할 수 있다. 이러한 종양 표지자는 원발성 간암뿐만 아니라 다른 암 및 기타 특정 질환에서도 발견된다.

## 예방
암 예방은 1차, 2차, 3차 예방으로 구분할 수 있다. 1차 예방은 간암의 위험 요인에 대한 노출을 선제적으로 줄이는 것이다. 가장 성공적인 1차 간암 예방법 중 하나는 B형 간염 예방접종이다. 현재 C형 간염 바이러스 예방접종은 제공되지 않는다. 다른 형태의 일차 예방은 안전한 주사 관행을 장려하고 헌혈을 선별하며 고위험 무증상자를 선별하여 이러한 바이러스의 전파를 제한하는 데 목적이 있다. 아플라톡신 노출은 수확 후 곰팡이 방지를 위한 개입을 통해 피할 수 있으며, 이는 서아프리카에서 효과적이었다. 알코올 사용 장애, 비만 및 당뇨병을 줄이면 간암 발병률도 감소한다. 혈색소 침착증에서 식단을 조절하면 철분 과부하 위험을 줄여 암 위험을 줄일 수 있다.
이차 예방에는 암 형성(발암)에 관여하는 인자를 치료하는 것과 이것이 불가능한 경우 발암을 예방하는 것이 모두 포함된다. 바이러스에 감염된 사람을 치료하는 것은 불가능하지만 항바이러스제로 치료하면 간암의 위험을 줄일 수 있다. 클로로필린은 아플라톡신의 영향을 줄일 수 있는 가능성이 있다.
3차 예방에는 간암의 재발을 막기 위한 치료가 포함된다. 여기에는 외과적 개입, 화학 요법 약물 및 항바이러스 약물 사용이 포함된다.

## 치료

### 일반적 고려 사항
많은 암과 마찬가지로 치료는 간암의 특정 유형과 암의 병기에 따라 다르다. 암을 병기로 분류하는 주요 방법은 TMN 병기 시스템을 기반으로 한다. 간암 특정 병기 시스템도 있으며, 각 병기에는 암의 재발을 방지하거나 완치할 수 있는 치료 옵션이 있다. 예를 들어, 간세포암의 경우 바르셀로나 클리닉 간암 병기 시스템을 사용하는 것이 일반적이다.
치료법에는 수술, 약물 치료, 절제술이 있다. 아테졸리주맙, 니볼루맙, 키트루다, 스티바르가 등 간암 치료제로 승인된 화학 요법 약물이 많이 있다. 점점 더 많은 면역 치료제(표적 암 치료 또는 정밀 의학)가 간담도암 치료에 사용되고 있다.

### 간세포암종

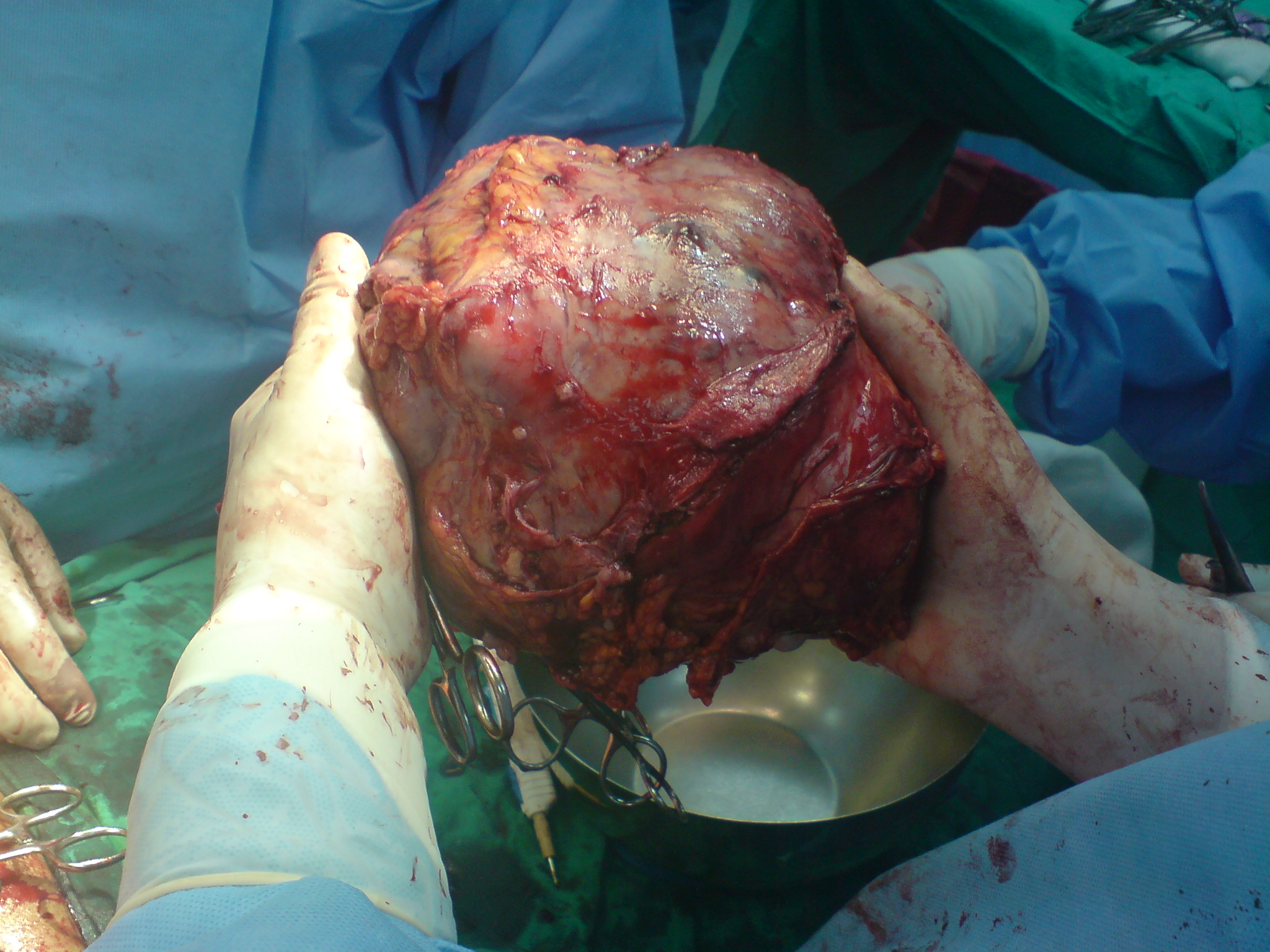
사우디아라비아 리야드 킹 사우드 메디컬 콤플렉스에서 수술한 50세 남성의 좌엽 간 종양.

간세포암종(간암)은 환자의 간 기능이 충분한 경우 부분 외과적 절제술이 권장되는 치료법이다. 절제 후 5년 생존율은 지난 수십 년 동안 크게 향상되어 현재 41~74%에 달한다. 그러나 절제 후 재발률은 초기 종양의 확산 또는 새로운 종양의 형성으로 인해 70 %를 초과 할 수 있다. 이러한 형태의 치료가 가능하며 종양이 특정 기준(예 : 밀라노 기준) 에 맞는 간세포 암종의 경우 간 이식을 고려할 수도 있다. 일반적으로 간 이식을 고려하는 환자는 간 병변이 여러 개 있거나, 심각한 기저 간 기능 장애가 있거나, 두 가지를 모두 가지고 있다.
경피적 절제술은 완치를 제공할 수 있는 유일한 비수술적 치료법이다. 경피적 절제술에는 여러 가지 형태가 있으며, 화학 물질(에탄올 또는 아세트산)을 간에 주입하거나 고주파 절제술, 마이크로파, 레이저 또는 냉동 요법을 사용하여 극한의 온도를 생성하는 것으로 구성된다. 이 중 고주파 절제술은 간세포암 치료에서 가장 좋은 평판을 얻고 있지만, 열 발생과 방열판 효과로 인해 다른 장기 및 혈관에 가까운 종양을 치료할 수 없다는 한계가 있다. 또한 간세포암에 대한 경피적 절제술의 장기적인 결과는 잘 연구되지 않았다. 일반적으로 수술은 가능한 경우 선호되는 치료 방법이다.
간세포암에는 전신 화학 요법이 일상적으로 사용되지는 않지만, 국소 화학 요법은 경동맥 화학 색전술(TACE)로 알려진 시술에 사용될 수 있다. 이 절차에서는 암세포를 죽이고 혈액 공급을 중단하는 약물을 종양에 적용한다. 대부분의 전신 약물은 간세포암 치료에 효과가 없기 때문에 간암 발생과 관련된 분자 경로에 대한 연구를 통해 세포 증식과 혈액 세포 성장을 막는 표적 치료 약물인 소라페닙이 탄생했다. 소라페닙은 2007년 11월에 진행성 간세포암 치료제로 FDA 승인을 받았다. 이 약물은 진행성 간세포암 환자의 생존율을 높인다.
경동맥 방사선 색전술(TRACE)은 간세포암에 대한 또 다른 옵션이다. 이 시술에서는 방사선 치료가 종양을 표적으로 한다. 방사선 치료와 화학색전술, 국소 화학 요법, 전신 화학 요법 또는 표적 치료 약물의 이중 치료가 방사선 치료 단독 요법보다 이점을 보일 수 있으므로, TRACE는 여전히 간세포암 치료를 위한 첫 번째 선택이 아닌 추가 치료로 간주된다.
절제 방법(예: 고주파 절제 또는 마이크로파 절제)도 간세포암 치료를 위한 옵션이다. 이 방법은 고주파 절제술로 치료하는 부위가 2cm 이하인 것이 권장되므로 크기가 작고 국소화된 간 종양에 권장된다.

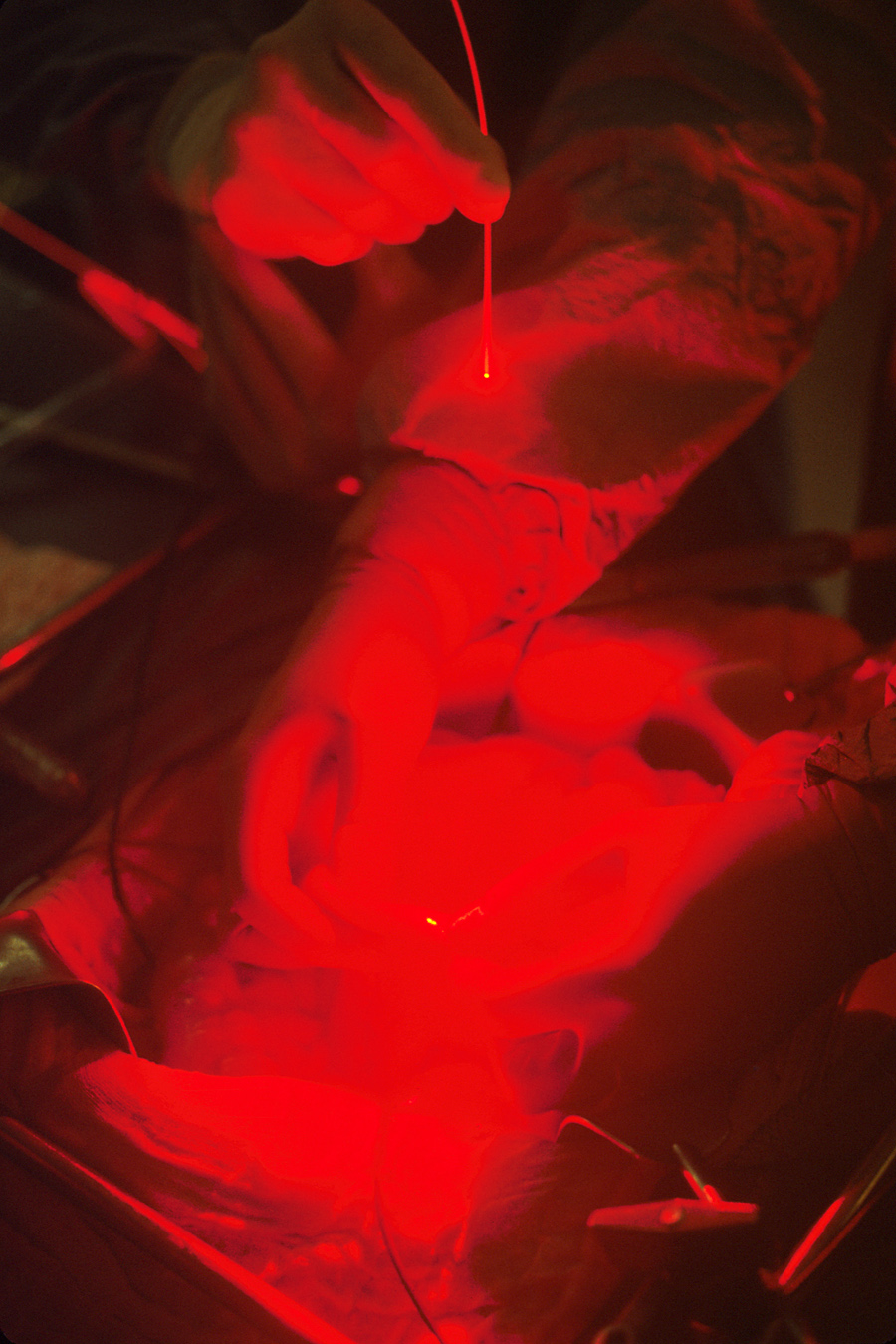
광역학 치료를 수행하는 외과의사

### 간내 담관암
담관암의 경우 절제술이 옵션이지만, 진단 시 절제가 가능한 경우는 30% 미만이다. 간내 담관암의 대부분을 수술로 제거할 수 없는 이유는 간 내에 국소 종양이 여러 개 있는 경우가 많기 때문이다. 수술 후 재발률은 최대 60%에 이른다. 부분 절제가 불가능한 경우 간 이식이 사용될 수 있으며, 보조 화학 방사선 치료가 일부 경우에 도움이 될 수 있다.
담관암의 60%는 담관 주위에서 발생하며, 광역학 치료는 절제 불가능한 이러한 경우 삶의 질과 생존 기간을 개선하는 데 사용될 수 있다. 광역학 치료는 종양을 치료하기 위해 빛으로 활성화된 분자를 사용하는 새로운 치료법이다. 이 화합물은 레이저 빛에 의해 종양 부위에서 활성화되어 독성 활성 산소 종을 방출하여 종양 세포를 죽인다.
수술이 불가능한 담관암의 경우 젬시타빈 및 시스플라틴과 같은 전신 화학 요법이 사용되기도 한다.
고주파 절제술, 경동맥 화학 색전술, 내부 방사선 치료(근접 치료)는 모두 담관암 치료에 가능성을 보여주며 담즙 흐름을 개선하여 환자가 경험하는 증상을 감소시킬 수 있다.
방사선 치료는 담관암의 보조적 치료 또는 완화 치료에 사용될 수 있다.

### 간모세포종
간모세포종 치료에는 외과적 절제술이나 간 이식을 통해 종양을 제거하는 방법이 사용될 수 있다. 어떤 경우에는 수술로 완치 될 수 있다. 수술 및 이식 전후에 화학 요법을 사용할 수 있다.
간모세포종의 전신 치료에는 시스플라틴, 빈크리스틴, 사이클로포스파마이드, 독소루비신을 포함한 화학 요법이 사용된다. 이러한 약물 중 시스플라틴이 가장 효과적인 것으로 보인다.

#### 혈관 육종 및 간혈관종
이러한 종양 중 상당수는 수술적 치료가 불가능한 경우가 많다. 치료 옵션에는 영향을 받는 간 부분을 외과적으로 제거하는 것이 포함된다. 간 이식 및 화학 요법은 간 혈관 육종 및 간혈관종에 효과적이지 않다.

## 역학

2012년 인구 백만 명당 간암으로 인한 사망자 수
6–18
19–24
25–32
33–40
41–50
51–65
66–72
73–90
91–122
123–479

전 세계적으로 간암은 흔하게 발생하고 있으며 증가 추세에 있다. 가장 최근의 역학 데이터에 따르면 간암은 유병률과 사망률 모두 상위 10위 안에 드는 것으로 나타났다(암의 6번째 주요 원인이며 사망 원인 중 4번째로 흔한 암으로 기록됨). 글로벌 질병 부담 간암 공동연구에 따르면 1990년부터 2015년까지 연간 신규 간암 발병 건수는 75% 증가했다. 가장 최근 데이터를 기반으로 한 추정에 따르면 매년 전 세계적으로 84만 1,000건의 새로운 간암 진단과 78만 2,000건의 사망이 발생하고 있다. 간암은 이집트, 감비아, 기니, 몽골, 캄보디아, 베트남에서 가장 흔한 암이다. 성별 분석 결과, 전 세계적으로 간암은 여성보다 남성에게 더 흔하게 발생한다.
간세포암이 가장 흔한 간암 유형이라는 점을 감안할 때, 전 세계에서 매년 간세포암 신규 환자가 가장 많이 발생하는 지역은 북아프리카와 서아프리카, 동아시아 및 동남아시아 지역이다. 중국은 전 세계 간세포암 발병의 50%를 차지하고 있으며, 전체 발병의 80% 이상이 사하라 사막 이남의 아프리카나 동아시아에서 B형 간염 바이러스로 인해 발생한다. 이러한 질병 부담이 높은 지역에서는 대부분의 B형 간염 및 C형 간염 바이러스 감염이 주산기 전염(산모에서 아이로의 전염이라고도 함)을 통해 발생한다는 증거가 있다. 그러나 간세포암의 위험 요인은 지역에 따라 다르다는 점에 유의하는 것이 중요하다. 예를 들어, 중국에서는 만성 B형 간염 바이러스 감염과 아플라톡신이 가장 큰 위험 요인인 반면, 몽골에서는 B형 간염 바이러스와 C형 간염 바이러스 동시 감염과 높은 수준의 알코올 사용이 높은 수준의 간세포암종을 유발하는 것으로 나타났다.
간내 담관암의 경우 희귀 암이기 때문에 현재 충분한 역학 데이터가 없다. 미국 국립 암 연구소에 따르면 담관암의 발생률은 알려져 있지 않다. 또한 담관암은 지리적 분포가 매우 다양하며, 간 흡충으로 인해 태국이 전 세계에서 가장 높은 발병률을 보이고 있다.
미국에서는 2020년에 42,810건의 간암 및 간내 담관암이 새로 발생했으며, 이는 미국 전체 신규 암 발생 건수의 2.4%에 해당한다. 미국에는 약 89,950명의 간암 및 간내 담관암 환자가 있다. 사망률 측면에서 미국의 간암 및 간내 담관암의 5년 생존율은 19.6%이다. 미국에서는 일생 동안 간암에 걸릴 확률이 1%로 추정되며, 이는 비교적 드문 암이다. 발생 건수는 적지만 간암은 암 사망의 가장 큰 원인 중 하나이다.
대한민국은 간암 발생률이 중장년기(40~60세) 10만명을 조사한 결과 여자는 15.6명 남자는 74.8명으로 약 5배나 남자가 높다. 암 사망자의 수가 두 번째로 높은 것이 간암이다. 1년에 10만명당 사망률이 24.1명으로 알려져 있다.
대한민국에서 간암은 네 번째로 많이 발생하는 암이고 두 번째로 사망률이 높은 암이다. 특히 40대 사망률 1위 질환이다. 2009년 6월 국립암센터는 사회적 비용 부담이 가장 큰 암으로 간암을 지적했다.

## 같이 보기
- B형 간염
- 간암 화학색전술
- 간세포암